# I Am What I Am (Emma Muscat)
I Am What I Am è un singolo della cantautrice maltese Emma Muscat, pubblicato il 14 marzo 2022 come primo estratto dal secondo EP I Am Emma.

## Descrizione
Il 29 dicembre 2021 è stato confermato che Emma Muscat avrebbe preso parte a Malta Eurovision Song Contest 2022, il programma di selezione del rappresentante di Malta all'Eurovision Song Contest. La cantante ha presentato l'inedito Out of Sight all'evento maltese, e nella finale del 19 febbraio 2022 è stata incoronata vincitrice da giuria e televoto, diventando di diritto la rappresentante nazionale a Torino. Anche se inizialmente avrebbe dovuto cantare Out of Sight al festival europeo, il seguente 14 marzo è stato reso noto che il suo brano eurovisivo sarebbe stato il nuovo singolo I Am What I Am. Nel maggio successivo Emma Muscat si è esibita durante la seconda semifinale della manifestazione europea, dove si è piazzata al 16º posto su 18 partecipanti con 47 punti totalizzati, non qualificandosi per la finale.

## Video musicale
Il video musicale, diretto da Luke Bedford, è stato pubblicato in concomitanza all'uscita del brano attraverso il canale YouTube dell'Eurovision Song Contest.

## Tracce
Testi e musiche di Emma Louise Marie Muscat, Dino Medanhodžić, Julie Aagaard e Stine Kinck.
1. I Am What I Am – 3:02

## Formazione
- Emma Muscat – voce
- Dino Medanhodžić – coro, produzione, programmazione, basso, batteria, chitarra, tastiera elettronica
- Julie Aagaard – coro
- Stine Kinck – coro
- Johanna Jansson – coro
- Holger Lagerfeldt – mastering
- Keith Kiko Muscat – produzione vocale